# Piața Independenței din Bălți
Piața Independenței este una dintre principalele piețe al orașului Bălți. Aici se găsește Primăria orașului, în fața căreia se află Statuia lui Ștefan cel Mare.